# 小斑骨尾魚
小斑骨尾魚（学名：Gila conspersa）为輻鰭魚綱鯉形目雅羅魚科骨尾鱼属的其中一種，主要分布於北美洲墨西哥，體長可達41公分，棲息在中底層水域，生活習性不明。